# Pierre Contejean
Pierre Contejean (Paris, 16 mai 1906 - Besançon, 9 décembre 1983) est un spéléologue français. 
Il est surtout connu pour ses expéditions avec Robert de Joly et pour avoir fondé le Spéléo-club du Doubs

## Activités spéléologiques
Pierre Contejean est venu à la spéléologie vers 1923.
Il participa aux dernières expéditions du professeur Eugène Fournier.
Plus tard, il réalisa d'importantes explorations avec Robert de Joly, en Franche-Comté (Baume Sainte-Anne, Paradis), dans les Pyrénées (les Eaux-Chaudes), dans les Causses et aux Îles Canaries.
Il guida le Spéléo-club de Paris dans les cavités franc-comtoises et participa à ses expéditions dans le Dévoluy, le Vercors, les Pyrénées et le Maroc.
En 1948, il est président fondateur du Groupe spéléologique du Doubs basé à Besançon. Il laisse place rapidement à une jeune équipe sportive et motivée.

## Sources et références
1. ↑  Relevé généalogique sur Filae

- « Les grandes figures disparues de la spéléologie française », Spelunca (Spécial Centenaire de la Spéléologie), no 31,‎ juillet-septembre 1988, p. 42
- Delanghe, Damien, Médailles et distinctions honorifiques (document PDF), in : Les Cahiers du CDS no 12, mai 2001.
- Association des anciens responsables de la fédération française de spéléologie : In Memoriam.
- Mauer, R. (1986) : Nos cavernes in bulletin du Groupe Spéléo du Doubs (Besançon), 1986 (15), pages 3-4.